# Pimoa rupicola
Pimoa rupicola és una espècie de les aranyes de la família dels pimòids (Pimoidae). Fou descrita per primera vegada l'any 1884 per Eugène Simon.

## Distribució i hàbitat
Es troba a França i Itàlia. Aquesta espècie viu a França a Var i als Alps Marítims, a Itàlia en el Piemont, la Ligúria, la Toscana, el Lazio i a San Marino, en els Alps Marítims i els Apenins.
Pimoa rupicola és una espècie troglòfila, abundant en hàbitats subterranis i ocasionalment enregistrat en hàbitats de superfície com en munts de fulles, roques humides cobertes de molses i tarteres de muntanya. L'espècie ocorre preferentially en les àrees van caracteritzar per un clima mediterrani.

## Descripció
El mascle descrit per Hormiga el 1994 feia 5,2 mm i la femella 7 mm.